# Кшентле
Кшентле (пол. Krzętle) — село в Польщі, у гміні Осьякув Велюнського повіту Лодзинського воєводства.
Населення — 59 осіб (2011).
У 1975-1998 роках село належало до Серадзького воєводства.

## Демографія
Демографічна структура станом на 31 березня 2011 року:
|          | Загалом | Допрацездатний вік | Працездатний вік | Постпрацездатний вік |
| -------- | ------- | ------------------ | ---------------- | -------------------- |
| Чоловіки | 24      | 5                  | 18               | 1                    |
| Жінки    | 35      | 6                  | 16               | 13                   |
| Разом    | 59      | 11                 | 34               | 14                   |